# Simning vid världsmästerskapen i simsport 2024
Simning vid världsmästerskapen i simsport 2024 avgjordes mellan den 11 och 18 februari 2024 i Aspire Dome i Doha i Qatar.

## Program
Det tävlades i 42 grenar.
Alla tider är lokala (UTC+3).
| H | Heat | ½ | Semifinaler | F | Final |

| Datum →          | Sön 11 | Sön 11 | Mån 12 | Mån 12 | Tis 13 | Tis 13 | Ons 14 | Ons 14 | Tor 15 | Tor 15 | Fre 16 | Fre 16 | Lör 17 | Lör 17 | Sön 18 | Sön 18 |
| Gren ↓           | M      | E      | M      | E      | M      | E      | M      | E      | M      | E      | M      | E      | M      | E      | M      | E      |
| ---------------- | ------ | ------ | ------ | ------ | ------ | ------ | ------ | ------ | ------ | ------ | ------ | ------ | ------ | ------ | ------ | ------ |
| 50 m frisim      |        |        |        |        |        |        |        |        |        |        | H      | ½      |        | F      |        |        |
| 100 m frisim     |        |        |        |        |        |        | H      | ½      |        | F      |        |        |        |        |        |        |
| 200 m frisim     |        |        | H      | ½      |        | F      |        |        |        |        |        |        |        |        |        |        |
| 400 m frisim     | H      | F      |        |        |        |        |        |        |        |        |        |        |        |        |        |        |
| 800 m frisim     |        |        |        |        | H      |        |        | F      |        |        |        |        |        |        |        |        |
| 1 500 m frisim   |        |        |        |        |        |        |        |        |        |        |        |        | H      |        |        | F      |
| 50 m ryggsim     |        |        |        |        |        |        |        |        |        |        |        |        | H      | ½      |        | F      |
| 100 m ryggsim    |        |        | H      | ½      |        | F      |        |        |        |        |        |        |        |        |        |        |
| 200 m ryggsim    |        |        |        |        |        |        |        |        | H      | ½      |        | F      |        |        |        |        |
| 50 m bröstsim    |        |        |        |        | H      | ½      |        | F      |        |        |        |        |        |        |        |        |
| 100 m bröstsim   | H      | ½      |        | F      |        |        |        |        |        |        |        |        |        |        |        |        |
| 200 m bröstsim   |        |        |        |        |        |        |        |        | H      | ½      |        | F      |        |        |        |        |
| 50 m fjärilsim   | H      | ½      |        | F      |        |        |        |        |        |        |        |        |        |        |        |        |
| 100 m fjärilsim  |        |        |        |        |        |        |        |        |        |        | H      | ½      |        | F      |        |        |
| 200 m fjärilsim  |        |        |        |        | H      | ½      |        | F      |        |        |        |        |        |        |        |        |
| 200 m medley     |        |        |        |        |        |        | H      | ½      |        | F      |        |        |        |        |        |        |
| 400 m medley     |        |        |        |        |        |        |        |        |        |        |        |        |        |        | H      | F      |
| 4 × 100 m frisim | H      | F      |        |        |        |        |        |        |        |        |        |        |        |        |        |        |
| 4 × 200 m frisim |        |        |        |        |        |        |        |        |        |        | H      | F      |        |        |        |        |
| 4 × 100 m medley |        |        |        |        |        |        |        |        |        |        |        |        |        |        | H      | F      |

| Datum →          | Sön 11 | Sön 11 | Mån 12 | Mån 12 | Tis 13 | Tis 13 | Ons 14 | Ons 14 | Tor 15 | Tor 15 | Fre 16 | Fre 16 | Lör 17 | Lör 17 | Sön 18 | Sön 18 |
| Gren ↓           | M      | E      | M      | E      | M      | E      | M      | E      | M      | E      | M      | E      | M      | E      | M      | E      |
| ---------------- | ------ | ------ | ------ | ------ | ------ | ------ | ------ | ------ | ------ | ------ | ------ | ------ | ------ | ------ | ------ | ------ |
| 50 m frisim      |        |        |        |        |        |        |        |        |        |        |        |        | H      | ½      |        | F      |
| 100 m frisim     |        |        |        |        |        |        |        |        | H      | ½      |        | F      |        |        |        |        |
| 200 m frisim     |        |        |        |        | H      | ½      |        | F      |        |        |        |        |        |        |        |        |
| 400 m frisim     | H      | F      |        |        |        |        |        |        |        |        |        |        |        |        |        |        |
| 800 m frisim     |        |        |        |        |        |        |        |        |        |        | H      |        |        | F      |        |        |
| 1 500 m frisim   |        |        | H      |        |        | F      |        |        |        |        |        |        |        |        |        |        |
| 50 m ryggsim     |        |        |        |        |        |        | H      | ½      |        | F      |        |        |        |        |        |        |
| 100 m ryggsim    |        |        | H      | ½      |        | F      |        |        |        |        |        |        |        |        |        |        |
| 200 m ryggsim    |        |        |        |        |        |        |        |        |        |        | H      | ½      |        | F      |        |        |
| 50 m bröstsim    |        |        |        |        |        |        |        |        |        |        |        |        | H      | ½      |        | F      |
| 100 m bröstsim   |        |        | H      | ½      |        | F      |        |        |        |        |        |        |        |        |        |        |
| 200 m bröstsim   |        |        |        |        |        |        |        |        | H      | ½      |        | F      |        |        |        |        |
| 50 m fjärilsim   |        |        |        |        |        |        |        |        |        |        | H      | ½      |        | F      |        |        |
| 100 m fjärilsim  | H      | ½      |        | F      |        |        |        |        |        |        |        |        |        |        |        |        |
| 200 m fjärilsim  |        |        |        |        |        |        | H      | ½      |        | F      |        |        |        |        |        |        |
| 200 m medley     | H      | ½      |        | F      |        |        |        |        |        |        |        |        |        |        |        |        |
| 400 m medley     |        |        |        |        |        |        |        |        |        |        |        |        |        |        | H      | F      |
| 4 × 100 m frisim | H      | F      |        |        |        |        |        |        |        |        |        |        |        |        |        |        |
| 4 × 200 m frisim |        |        |        |        |        |        |        |        | H      | F      |        |        |        |        |        |        |
| 4 × 100 m medley |        |        |        |        |        |        |        |        |        |        |        |        |        |        | H      | F      |

| Datum →          | Sön 11 | Sön 11 | Mån 12 | Mån 12 | Tis 13 | Tis 13 | Ons 14 | Ons 14 | Tor 15 | Tor 15 | Fre 16 | Fre 16 | Lör 17 | Lör 17 | Sön 18 | Sön 18 |
| Gren ↓           | M      | E      | M      | E      | M      | E      | M      | E      | M      | E      | M      | E      | M      | E      | M      | E      |
| ---------------- | ------ | ------ | ------ | ------ | ------ | ------ | ------ | ------ | ------ | ------ | ------ | ------ | ------ | ------ | ------ | ------ |
| 4 × 100 m frisim |        |        |        |        |        |        |        |        |        |        |        |        | H      | F      |        |        |
| 4 × 100 m medley |        |        |        |        |        |        | H      | F      |        |        |        |        |        |        |        |        |

## Medaljörer

### Herrar
| Gren                         | Guld | Guld          | Silver | Silver       | Brons | Brons    |
| 50 m frisim Detaljer...      | Vladyslav Buchov · Ukraina | 21,44         | Cameron McEvoy · Australien | 21,45        | Benjamin Proud · Storbritannien | 21,53    |
| 100 m frisim Detaljer...     | Pan Zhanle · Kina | 47,53         | Alessandro Miressi · Italien | 47,72        | Nándor Németh · Ungern | 47,78    |
| 200 m frisim Detaljer...     | Hwang Sun-woo · Sydkorea | 1.44,75       | Danas Rapšys · Litauen | 1.45,05      | Luke Hobson · USA | 1.45,26  |
| 400 m frisim Detaljer...     | Kim Woo-min · Sydkorea | 3.42,71       | Elijah Winnington · Australien | 3.42,86      | Lukas Märtens · Tyskland | 3.42,96  |
| 800 m frisim Detaljer...     | Daniel Wiffen · Irland | 7.40,94       | Elijah Winnington · Australien | 7.42,95      | Gregorio Paltrinieri · Italien | 7.42,98  |
| 1 500 m frisim Detaljer...   | Daniel Wiffen · Irland | 14.34,07 0NR0 | Florian Wellbrock · Tyskland | 14.44,61     | David Aubry · Frankrike | 14.44,85 |
|                              | |               | |              | |          |
| 50 m ryggsim Detaljer...     | Isaac Cooper · Australien | 24,13         | Hunter Armstrong · USA | 24,33        | Ksawery Masiuk · Polen | 24,44    |
| 100 m ryggsim Detaljer...    | Hunter Armstrong · USA | 52,68         | Hugo González · Spanien | 52,70        | Apostolos Christou · Grekland | 53,36    |
| 200 m ryggsim Detaljer...    | Hugo González · Spanien | 1.55,30       | Roman Mityukov · Schweiz | 1.55,40      | Pieter Coetze · Sydafrika | 1.55,99  |
|                              | |               | |              | |          |
| 50 m bröstsim Detaljer...    | Samuel Williamson · Australien | 26,32 0AR0    | Nicolò Martinenghi · Italien | 26,39        | Nic Fink · USA | 26,49    |
| 100 m bröstsim Detaljer...   | Nic Fink · USA | 58,57         | Nicolò Martinenghi · Italien | 58,84        | Adam Peaty · Storbritannien | 59,10    |
| 200 m bröstsim Detaljer...   | Dong Zhihao · Kina | 2.07,94       | Caspar Corbeau · Nederländerna | 2.08,24      | Nic Fink · USA | 2.08,85  |
|                              | |               | |              | |          |
| 50 m fjärilsim Detaljer...   | Diogo Ribeiro · Portugal | 22,97         | Michael Andrew · USA | 23,07        | Cameron McEvoy · Australien | 23,08    |
| 100 m fjärilsim Detaljer...  | Diogo Ribeiro · Portugal | 51,17         | Simon Bucher · Österrike | 51,28        | Jakub Majerski · Polen | 51,32    |
| 200 m fjärilsim Detaljer...  | Tomoru Honda · Japan | 1.53,88       | Alberto Razzetti · Italien | 1.54,65      | Martin Espernberger · Österrike | 1.55,16  |
|                              | |               | |              | |          |
| 200 m medley Detaljer...     | Finlay Knox · Kanada | 1.56,64 0NR0  | Carson Foster · USA | 1.56,97      | Alberto Razzetti · Italien | 1.57,42  |
| 400 m medley Detaljer...     | Lewis Clareburt · Nya Zeeland | 4.09,72       | Max Litchfield · Storbritannien | 4.10,40      | Daiya Seto · Japan | 4.12,51  |
|                              | |               | |              | |          |
| 4 × 100 m frisim Detaljer... | Kina · Pan Zhanle (46,80) 0VR0 · Ji Xinjie (48,18) · Zhang Zhanshuo (48,63) · Wang Haoyu (47,47)                                                                  | 3.11,08       | Italien · Alessandro Miressi (47,90) · Lorenzo Zazzeri (47,99) · Paolo Conte Bonin (47,83) · Manuel Frigo (48,36) · Leonardo Deplano[b]  | 3.12,08      | USA · Matt King (48,02) · Shaine Casas (48,47) · Luke Hobson (47,68) · Carson Foster (48,12) · Hunter Armstrong[b] · Jack Aikins[b]                                   | 3.12,29  |
| 4 × 200 m frisim Detaljer... | Kina · Ji Xinjie (1.46,45) · Wang Haoyu (1.45,69) · Pan Zhanle (1.43,90) · Zhang Zhanshuo (1.45,80)                                                               | 7.01,84 0NR0  | Sydkorea · Yang Jae-hoon (1.47,78) · Kim Woo-min (1.44,93) · Lee Ho-joon (1.45,47) · Hwang Sun-woo (1.43,76) · Lee Yoo-yeon[b]           | 7.01,94      | USA · Luke Hobson (1.45,26) · Carson Foster (1.43,94) · Hunter Armstrong (1.45,73) · David Johnston (1.47,15) · Shaine Casas[b]                                       | 7.02,08  |
| 4 × 100 m medley Detaljer... | USA · Hunter Armstrong (53,15) · Nic Fink (58,20) · Zach Harting (51,13) · Matt King (47,32) · Jack Aikins[b] · Jake Foster[b] · Shaine Casas[b] · Luke Hobson[b] | 3.29,30       | Nederländerna · Kai van Westering (53,84) · Arno Kamminga (58,23) · Nyls Korstanje (51,12) · Stan Pijnenburg (48,04) · Caspar Corbeau[b] | 3.31,23 0NR0 | Italien · Michele Lamberti (54,28) · Nicolò Martinenghi (57,97) · Gianmarco Sansone (52,14) · Alessandro Miressi (47,20) · Ludovico Viberti[b] · Federico Burdisso[b] | 3.31,59  |

### Damer
| Gren                         | Guld | Guld         | Silver | Silver     | Brons | Brons        |
| 50 m frisim Detaljer...      | Sarah Sjöström · Sverige | 23,69        | Kate Douglass · USA | 23,91 0AR0 | Katarzyna Wasick · Polen | 23,95 0NR0   |
| 100 m frisim Detaljer...     | Marrit Steenbergen · Nederländerna | 52,26 0NR0   | Siobhan Haughey · Hongkong | 52,56      | Shayna Jack · Australien | 52,83        |
| 200 m frisim Detaljer...     | Siobhan Haughey · Hongkong | 1.54,89      | Erika Fairweather · Nya Zeeland | 1.55,77    | Brianna Throssell · Australien | 1.56,00      |
| 400 m frisim Detaljer...     | Erika Fairweather · Nya Zeeland | 3.59,44 0NR0 | Li Bingjie · Kina | 4.01,62    | Isabel Gose · Tyskland | 4.02,39 0NR0 |
| 800 m frisim Detaljer...     | Simona Quadarella · Italien | 8.17,44      | Isabel Gose · Tyskland | 8.17,53    | Erika Fairweather · Nya Zeeland | 8.22,26      |
| 1 500 m frisim Detaljer...   | Simona Quadarella · Italien | 15.46,99     | Li Bingjie · Kina | 15.56,62   | Isabel Gose · Tyskland | 15.57,55     |
|                              | |              | |            | |              |
| 50 m ryggsim Detaljer...     | Claire Curzan · USA | 27,43        | Iona Anderson · Australien | 27,45      | Ingrid Wilm · Kanada | 27,61        |
| 100 m ryggsim Detaljer...    | Claire Curzan · USA | 58,29        | Iona Anderson · Australien | 59,12      | Ingrid Wilm · Kanada | 59,18        |
| 200 m ryggsim Detaljer...    | Claire Curzan · USA | 2.05,77      | Jaclyn Barclay · Australien | 2.07,03    | Anastasija Sjkurdaj Neutrala oberoende idrottare                                                                                             | 2.09,08      |
|                              | |              | |            | |              |
| 50 m bröstsim Detaljer...    | Rūta Meilutytė · Litauen | 29,40        | Tang Qianting · Kina | 29,51 0AR0 | Benedetta Pilato · Italien | 30,01        |
| 100 m bröstsim Detaljer...   | Tang Qianting · Kina | 1.05,27 0NR0 | Tes Schouten · Nederländerna | 1.05,82    | Siobhan Haughey · Hongkong | 1.05,92 0NR0 |
| 200 m bröstsim Detaljer...   | Tes Schouten · Nederländerna | 2.19,81 0NR0 | Kate Douglass · USA | 2.20,91    | Sydney Pickrem · Kanada | 2.22,94      |
|                              | |              | |            | |              |
| 50 m fjärilsim Detaljer...   | Sarah Sjöström · Sverige | 24,63        | Mélanie Henique · Frankrike | 25,44      | Farida Osman · Egypten | 25,67        |
| 100 m fjärilsim Detaljer...  | Angelina Köhler · Tyskland | 56,28        | Claire Curzan · USA | 56,61      | Louise Hansson · Sverige | 56,94        |
| 200 m fjärilsim Detaljer...  | Laura Stephens · Storbritannien | 2.07,35      | Helena Rosendahl Bach · Danmark | 2.07,44    | Lana Pudar · Bosnien och Hercegovina | 2.07,92      |
|                              | |              | |            | |              |
| 200 m medley Detaljer...     | Kate Douglass · USA | 2.07,05      | Sydney Pickrem · Kanada | 2.08,56    | Yu Yiting · Kina | 2.09,01      |
| 400 m medley Detaljer...     | Freya Colbert · Storbritannien | 4.37,14      | Anastasia Gorbenko · Israel | 4.37,36    | Sara Franceschi · Italien | 4.37,86      |
|                              | |              | |            | |              |
| 4 × 100 m frisim Detaljer... | Nederländerna · Kim Busch (55,21) · Janna van Kooten (55,24) · Kira Toussaint (53,81) · Marrit Steenbergen (52,35) · Milou van Wijk[b]                    | 3.36,61      | Australien · Brianna Throssell (54,29) · Alexandria Perkins (55,02) · Abbey Harkin (54,98) · Shayna Jack (52,64) · Jaclyn Barclay[b] | 3.36,93    | Kanada · Rebecca Smith (54,93) · Sarah Fournier (55,28) · Katerine Savard (54,48) · Taylor Ruck (53,26) · Ella Jansen[b]                     | 3.37,95      |
| 4 × 200 m frisim Detaljer... | Kina · Ai Yanhan (1.57,65) · Gong Zhenqi (1.58,84) · Li Bingjie (1.54,59) · Yang Peiqi (1.56,18) · Ma Yonghui[b]                                          | 7.47,26      | Storbritannien · Freya Colbert (1.57,14) · Abbie Wood (1.56,65) · Lucy Hope (1.58,71) · Medi Harris (1.58,40)                        | 7.50,90    | Australien · Brianna Throssell (1.56,87) · Shayna Jack (1.57,61) · Abbey Harkin (1.58,92) · Kiah Melverton (1.58,01) · Jaclyn Barclay[b]     | 7.51,41      |
| 4 × 100 m medley Detaljer... | Australien · Iona Anderson (59,20) · Abbey Harkin (1.07,21) · Brianna Throssell (56,86) · Shayna Jack (52,71) · Jaclyn Barclay[b] · Alexandria Perkins[b] | 3.55,98      | Sverige · Louise Hansson (59,93) · Sophie Hansson (1.06,18) · Sarah Sjöström (56,11) · Michelle Coleman (54,13) · Hanna Rosvall[b]   | 3.56,35    | Kanada · Ingrid Wilm (58,95) · Sophie Angus (1.06,24) · Rebecca Smith (58,28) · Taylor Ruck (52,96) · Sydney Pickrem[b] · Katerine Savard[b] | 3.56,43      |

### Mixat
| Gren                         | Guld | Guld         | Silver | Silver  | Brons | Brons   |
| 4 × 100 m frisim Detaljer... | Kina · Pan Zhanle (47,29) · Wang Haoyu (47,41) · Li Bingjie (53,11) · Yu Yiting (53,37) · Ji Xinjie[b] · Ai Yanhan[b]                                                         | 3.21,18 0AR0 | Australien · Kai Taylor (48,01) · Jack Cartwright (47,90) · Shayna Jack (52,38) · Brianna Throssell (53,49) · Alexandria Perkins[b] · Abbey Harkin[b]      | 3.21,78 | USA · Hunter Armstrong (47,83) · Matt King (47,78) · Claire Curzan (53,82) · Kate Douglass (52,85) · Luke Hobson[b] · Jack Aikins[b] · Addison Sauickie[b] · Kayla Han[b] | 3.22,28 |
| 4 × 100 m medley Detaljer... | USA · Hunter Armstrong (53,07) · Nic Fink (58,27) · Claire Curzan (56,54) · Kate Douglass (52,34) · Jack Aikins[b] · Jake Foster[b] · Rachel Klinker[b] · Addison Sauickie[b] | 3.40,22      | Australien · Bradley Woodward (53,92) · Sam Williamson (59,54) · Brianna Throssell (57,22) · Shayna Jack (52,44) · Alexandria Perkins[b] · Abbey Harkin[b] | 3.43,12 | Storbritannien · Medi Harris (1.00,28) · Adam Peaty (59,42) · Matthew Richards (52,87) · Anna Hopkin (52,52) · James Wilby[b] · Duncan Scott[b]                           | 3.45,09 |

b  Simmare som endast deltog i försöken men som ändå erhöll medaljer.

## Medaljtabell
*   Värdland ( Qatar)
| Nr                   | Nation                       | Guld | Silver | Brons | Totalt |
| -------------------- | ---------------------------- | ---- | ------ | ----- | ------ |
| 1                    | USA                          | 8    | 6      | 6     | 20     |
| 2                    | Kina                         | 7    | 3      | 1     | 11     |
| 3                    | Australien                   | 3    | 9      | 4     | 16     |
| 4                    | Nederländerna                | 3    | 3      | 0     | 6      |
| 5                    | Italien                      | 2    | 5      | 5     | 12     |
| 6                    | Storbritannien               | 2    | 2      | 3     | 7      |
| 7                    | Nya Zeeland                  | 2    | 1      | 1     | 4      |
| 7                    | Sverige                      | 2    | 1      | 1     | 4      |
| 9                    | Sydkorea                     | 2    | 1      | 0     | 3      |
| 10                   | Portugal                     | 2    | 0      | 0     | 2      |
| 10                   | Irland                       | 2    | 0      | 0     | 2      |
| 12                   | Tyskland                     | 1    | 2      | 3     | 6      |
| 13                   | Kanada                       | 1    | 1      | 5     | 7      |
| 14                   | Hongkong                     | 1    | 1      | 1     | 3      |
| 15                   | Spanien                      | 1    | 1      | 0     | 2      |
| 15                   | Litauen                      | 1    | 1      | 0     | 2      |
| 17                   | Japan                        | 1    | 0      | 1     | 2      |
| 18                   | Ukraina                      | 1    | 0      | 0     | 1      |
| 19                   | Frankrike                    | 0    | 1      | 1     | 2      |
| 19                   | Österrike                    | 0    | 1      | 1     | 2      |
| 21                   | Israel                       | 0    | 1      | 0     | 1      |
| 21                   | Danmark                      | 0    | 1      | 0     | 1      |
| 21                   | Schweiz                      | 0    | 1      | 0     | 1      |
| 24                   | Polen                        | 0    | 0      | 3     | 3      |
| 25                   | Grekland                     | 0    | 0      | 1     | 1      |
| 25                   | Ungern                       | 0    | 0      | 1     | 1      |
| 25                   | Bosnien och Hercegovina      | 0    | 0      | 1     | 1      |
| 25                   | Egypten                      | 0    | 0      | 1     | 1      |
| 25                   | Sydafrika                    | 0    | 0      | 1     | 1      |
| 25                   | Neutrala oberoende idrottare | 0    | 0      | 1     | 1      |
| Totalt (30 nationer) | Totalt (30 nationer)         | 42   | 42     | 42    | 126    |